# 13181 Peneleos
13181 Peneleos este o planetă minoră (asteroid) din Asteroid troian al lui Jupiter. A fost descoperită pe 11 septembrie 1996 la Observatorul European Austral de Uppsala-DLR Trojan Survey⁠(d) și a fost numită după Peneleus⁠(d). 
Obiectul prezintă o orbită caracterizată de o semiaxă mare de 5,2188014 UAi, o excentricitate de 0,137, o înclinație de 2,54416 ° în raport cu ecliptica.